# Nacht van de vermoorde dichters
De Nacht van de vermoorde dichters (Russisch: Дело Еврейского антифашистского комитета, Delo Jevrejskogo antifasjistskogo komiteta; "Zaak van het Joods anti-fascistisch Comité"; Hebreeuws: הרוגי מלכות פונעם ראטנפארבאנד Harugey malkus funem Ratnfarband, "Soviet Union Martyrs") was de executie van dertien Sovjetjoden in de Loebjankagevangenis in Moskou, Sovjet-Unie op 12 augustus 1952. De arrestaties vonden plaats tussen september 1948 en juni 1949. Allen werden beschuldigd van spionage en landverraad, bovendien van andere misdrijven zoals Joods nationalisme. Na de arrestaties werden ze geslagen en gemarteld en drie jaar geïsoleerd voordat ze formeel werden aangeklaagd. Er bevonden zich vijf Joodse schrijvers onder de aangeklaagden die allen lid waren van het Joods Anti-fascistisch Comité (JAC). Ook de anderen waren daarmee gelieerd.

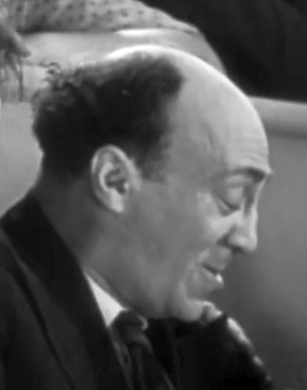
Solomon Michoëls, voorzitter van het JAC (filmfragment, 1936)

## Het Joods Anti-fascistisch Comité

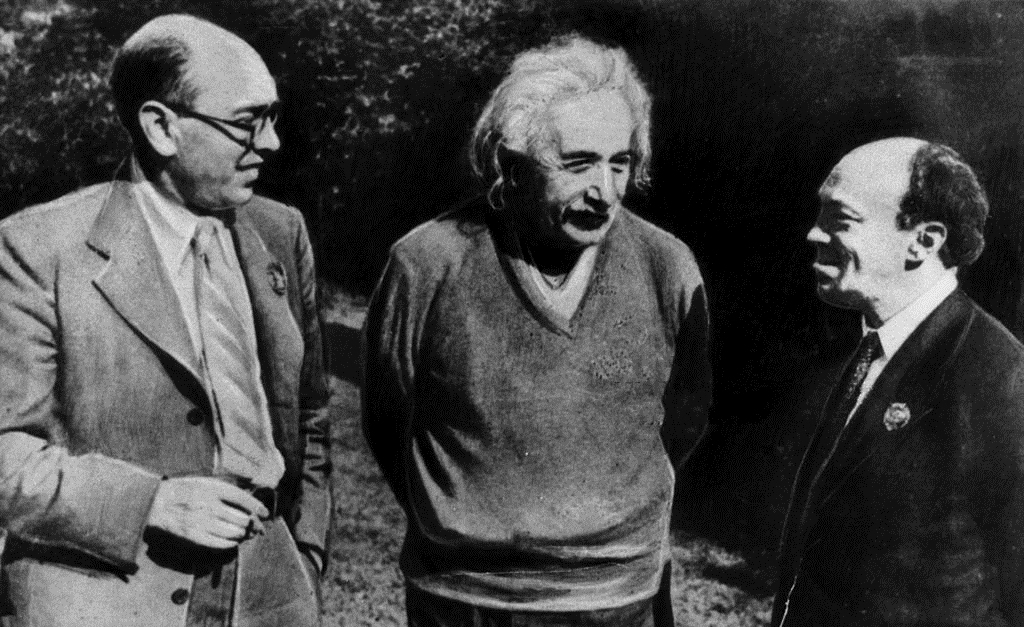
Itzik Fefer (links), Albert Einstein en Solomon Michoëls in de V.S. in 1943.

##### Initieel doel
De aanval op de Sovjet-Unie door Nazi-Duitsland leidde tot de oprichting van het JAC op initiatief van de Sovjetregering. Doel van het comité was het mobiliseren van de publieke opinie in de Sovjet-Unie en de rest van de wereld tegen het fascisme. Ook trachtte men Joden elders ter wereld te bewegen om de oorlogsinspanning van de Sovjets tegen nazi-Duitsland financieel en moreel te steunen. Daarnaast werd een viertal andere anti-fascistische comités opgericht, elk gericht op een andere doelgroep. Ze begonnen hun activiteiten in het voorjaar van 1942. Deze vijf comités vielen onder het Sovjet Informatie Bureau (Sovinformbureau), dat ook sterk op het buitenland was gericht. Solomon Michoëls, een Joods acteur en directeur van het Joods theater in Moskou, was voorzitter. Andere leden waren prominente Joodse schrijvers, acteurs en dokters die Joodse steun aan de Sovjet-Unie organiseerden middels hun geschriften en radio-uitzendingen vanuit Rusland. In 1943 reisden Michoëls en vicevoorzitter Itzik Fefer naar de Verenigde Staten en Groot-Brittannië om fondsen te werven. In de V.S. haalden ze meer dan 3 miljoen dollar op.

##### Bijgesteld doel
Toen nazi-Duitsland een flink deel van Rusland in bezit had genomen zorgde de holocaust voor vernietiging van de Joodse cultuur en identiteit. Nadat de Duitsers waren teruggedreven en gevluchte Joden weer vanuit het oosten terugkeerden, werd het oorspronkelijke doel van het orgaan uitgebreid. De focus werd nu gelegd op hervestiging van Joodse vluchtelingen, herbouw van Joodse gemeenschappen, Joodse collectieve boerderijen, herstel van cultuur en identiteit. Het JAC ontving veel verzoeken om hulp en bemiddeling van in problemen geraakte Joden die merkten dat ze hun huis, land of werk van voor de oorlog niet konden terugkrijgen. Daarmee ging het JAC andere dingen doen dan datgene waarvoor de overheid haar in het leven had geroepen. Niet iedereen was het eens met de richting die men insloeg, velen dachten dat het JAC zich "bemoeide met zaken waar ze buiten moesten blijven."
Oktober 1946 kwam een melding van het Ministerie van Staatsveiligheid naar het Centraal Comité van de Communistische Partij en de Raad van Ministers, dat het JAC "op een geheime manier" extra taken op zich nam die thuishoorden bij de hoofdcommissaris voor de Joodse bevolking. Ze wierp zich op als tussenpersoon tussen die bevolking en de Sovjet-partijorganen. Dat ging hun competentie te boven, was politiek schadelijk en niet te tolereren. Een voorstel tot liquidatie van het JAC ging op 26 november 1946 naar Stalin.

##### Opheffing
Een van de problemen was dat het JAC met een voorstel kwam om het schiereiland de Krim tot nieuw Joods thuisland te maken en daar ontheemde Russische joden te vestigen. In een deel van de Krim waren in de jaren na 1920 al Joodse landbouwkolonies ontstaan. Dit voorstel wekte wantrouwen van het Stalinregime. De nieuwe staat Israël, opgericht in mei 1948, bleek toenadering tot het westen te zoeken in plaats van aansluiting bij socialistische landen. De eerste Israëlische ambassadeur in Moskou, Golda Meïr, werd in september 1948 door de Joden in Rusland enthousiast verwelkomd. Een Joods de Krim kon een bruggenhoofd worden voor het met Israël bevriende Amerika. De in de oorlog benodigde solidariteit tussen Russische en buitenlandse Joden was niet langer nodig of gewenst. Als gevolg hiervan werd besloten tot eliminatie van het JAC in november 1948. In het besluit wordt genoemd dat het "Comité is het centrum van anti-Sovjet propaganda en verstrekt regelmatig informatie aan buitenlandse inlichtingendiensten". Er werd aan toegevoegd om "niemand te arresteren". Ook andere Joodse organisaties zoals scholen, theaters en uitgevers, werden opgeheven, het begin van een campagne tegen zionisten en zogenoemde "niet-gewortelde cosmopolieten", een eufemisme voor Joden.
Doctor in de historische wetenschappen Gennadi Kostirtsjenko gelooft dat het lot van het JAC door Stalin persoonlijk werd beslist.
Voorafgaand aan de formele opheffing en erna werd, in tijdsvolgorde:
- in 1945 viceminister Lozovski, tevens een belangrijk JAC-lid, ontslagen bij het Ministerie van Buitenlandse Zaken.
- in 1947 Lozovski ontslagen als hoofd van het Sovinformbureau, een functie die hij vanaf midden 1946 bekleedde.
- in 1948 op 12 januari Michoëls gedood; hij was medeoprichter van het JAC en directeur van het Joods Theater in Moskou.
- in de tweede helft van 1948 begonnen de arrestaties van dichters en schrijvers.
- in 1949 werd het Joods theater in Moskou gesloten.[9]

## Arrestaties en ondervraging

##### Arrestaties
De eerste arrestatie, van de dichter David Gofstein, vond plaats te Kiev op 16 september 1948. Na lange ondervragingen beschuldigde hij in december 1948 onder druk Michoëls, Fefer en andere leiders van het JAC. Eind december werd Fefer gearresteerd. Medelid en dichter Peretz Markish merkte op: "dit beest zal er veel met zich meeslepen". De laatste arrestatie was begin juli 1949. Drie personen die deel uitmaakten van het presidium van het JAC werden niet gearresteerd:
- Yakov Kreiser, kolonel-generaal, Held van de Sovjet-Unie
- Alexander Frumkin, wetenschapper, lid van de Russische Academie van Wetenschappen
- Moses Gubelman, vakbondsleider

Omdat er geen officiële meldingen van arrestaties waren, leek het erop dat een aantal mensen was verdwenen. In het Westen zorgde dit voor bezorgdheid, omdat diverse gearresteerden in het buitenland zeer bekend waren. Op een conferentie in New York in maart 1949 moest de voorzitter van de Unie van Sovjetschrijvers, Alexander Fadeev, liegen dat hij zijn Joodse collega's vrij recent had gezien.

##### Aanklachten

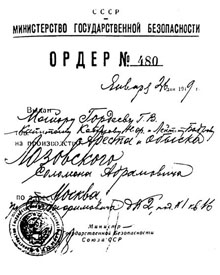
Arrestatiebevel Lozovski

De aanklachten tegen de gearresteerden noemden "contrarevolutionaire misdrijven" en georganiseerde acties met de bedoeling de Sovjet-Unie omver te werpen, te ondermijnen of verzwakken. Aanvullend
onthulde de aanklacht dat het onderzoek bewees dat de aangeklaagden het JAC hadden gebruikt als middel om te spioneren en een anti-overheidssentiment te promoten. Zo zouden Michoëls en Fefer bij hun bezoek aan de V.S. in 1943, "lasterlijke" informatie over de Joden in de Sovjet-Unie hebben doorgegeven aan Chaim Weizmann. De aanklacht verzekerde verder dat de aangeklaagden al voor hun betrokkenheid bij het JAC vijanden van de regering waren en dat het JAC diende als internationaal netwerk voor het verspreiden van anti-Sovjet standpunten.
Extra nadruk op het uitwisselen van relatief onschadelijke informatie tussen de leiders van het JAC en Joden in het buitenland, met name Amerikaanse journalisten, verhoogde de beschuldiging van spionage. Een ander bewijsstuk was een brief dd. 15 februari 1944 die het JAC aan Stalin schreef met een formeel verzoek dat de Krim een nieuw Joods thuisland zou kunnen worden.

##### Ondervraging
Alle beklaagden ondergingen langdurige verhoren die, behalve voor Itzik Fefer en Lina Stern, gepaard gingen met mishandeling. Fefer werkte al snel mee met de ondervragers en droeg voor anderen belastende verklaringen aan. Uiteindelijk leidde dit alles tot gedwongen, valse bekentenissen van allen, behalve Shimeliovitsj. Eén beklaagde, Joseph Joezefovich, vertelde in de rechtszaal "Ik was na een meppartij bereid te bekennen dat ik de neef van de paus was en dat ik handelde naar zijn persoonlijke orders". Een ander, Boris Shimeliovitsj, zei dat hij meer dan 2000 slagen op zijn achterste en hielen had geteld, maar hij was de enige die weigerde iets te bekennen. Drie jaar later kon hij nog niet lopen en werd op een stretcher de rechtszaal binnengedragen.

## Aangeklaagden
- Peretz Markish (1895-1952), Jiddisch dichter, medeoprichter van de Schrijversschool, een Jiddisch literaire school in Sovjet-Rusland. Wordt de leidende persoonlijkheid in de Sovjet-Jiddische literatuur genoemd. Ontving de Leninorde in 1939.[12] Werd geestelijk gestoord na drie jaar gevangenschap en marteling.[13]
- David Hofstein (1889–1952), Jiddisch dichter. Vertrok in 1923 naar Duitsland en daarna Palestina. Keerde in 1928 terug naar Rusland.[14]
- Itzik Fefer (1900–1952), Jiddisch dichter, vicevoorzitter van het JAC. Werd in 1919 lid van de Communistische Partij en het Rode Leger; toegewijd volger van Jozef Stalin.[15] Informant voor het Ministerie van Binnenlandse Zaken (MVD) sinds ten minste 1943; speelde een dubbelrol.
- Leib Kvitko (1890–1952), dichter en kinderboekenschrijver
- David Bergelson (1884–1952), romanschrijver
- Solomon Lozovski (1878–1952), lid van het Centraal Comité van de Communistische Partij, kende Lenin en Stalin; directeur van het Sovjet Informatie Bureau dat tijdens de oorlog de berichtgeving naar de buitenlandse pers regelde; vanaf 1939 plaatsvervangend Minister van Buitenlandse Zaken. Ontkende stellig de beschuldigingen tegen hemzelf en de anderen.
- Boris Sjimeliovitsj (1892–1952), medisch directeur van het Botkinziekenhuis in Moskou, en actief bestuurslid van het JAC. Werd in 1920 bolsjewiek nadat zijn broer in de oorlog tegen de Witten was gesneuveld.
- Benjamin Zuskin (1899–1952), assistent van en opvolger van Solomon Michoëls als directeur van het Joods Theater, Moskou.
- Joseph Joezefovich (1890–1952), onderzoeker bij het Historisch Instituut, Sovjet Academie van wetenschappen, vakbondsleider.
- Leon Talmy (1893–1952), vertaler, journalist, voormalig oprichter en lid van de Communistische Partij van de Verenigde Staten.
- Ilya Vatenberg (1887–1952), vertaler en redacteur van Eynikeyt, krant van het JAC; leider van linkervleugel van de Zionisten in Oostenrijk en de V.S. voordat hij in 1933 naar de USSR terugkeerde.
- Chaika Vatenburg-Ostrovskaya (1901–1952), vrouw van Ilya, vertaler bij JAC
- Emilia Teumin (1905–1952), plv. redacteur van het Diplomatic Dictionary; redacteur Internationale afdeling, Sovjetinformbureau.
- Solomon Bregman (1895–1953), plv. Commissaris Buitenlandse Zaken. Kwam in 1944 bij het JAC en begon informatie door te spelen naar de Communistische Partij over "nationalisme" bij het JAC. Raakte in coma na zijn afkeuring te hebben uitgesproken over het proces en stierf in de gevangenis, vijf maanden na de executies.
- Lina Stern (1878–1968), biochemicus, fysioloog en humanist; de eerste vrouwelijke academicus in de Russische Academie van Wetenschappen. Vooral bekend van haar pionierswerk over de bloed-hersenbarrière. Zij kreeg een straf van enkele jaren werkkamp en verbanning, ze was de enige overlevende van de vijftien.

##### Niet-berechte slachtoffers
Enkele anderen die direct of indirect bij het JAC waren betrokken werden in de jaren rond het proces ook gearresteerd. Solomon Michoëls werd niet gearresteerd, zijn dood in januari 1948 werd (zeer waarschijnlijk) door Stalin bevolen en geënsceneerd als auto-ongeluk. In 1939 had Michoëls de Leninorde ontvangen, in 1946 ontving hij nog de Stalin-prijs. 

Der Nister, een andere Jiddisch schrijver, werd in 1949 opgepakt en stierf 4 juni 1950 in een werkkamp. Literair criticus Yitzhak Nusinov stierf in de gevangenis en journalisten Samuel Persov en Mirjam Zjeleznova werden in 1950 doodgeschoten.

## De rechtszaak

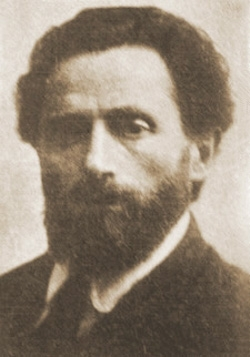
Solomon Lozovski

Omdat het regime na de verhoren en de gedeeltelijke bekentenissen in beslag werd genomen door urgentere veiligheidszaken, verstreken er enkele jaren voordat het proces kon beginnen. Inmiddels waren nog andere aanklachten toegevoegd, ook hadden enkele aangeklaagden hun verklaringen weer ingetrokken.
Minister van Staatsveiligheid Ignatjev formuleerde de aanklacht en zond deze op 3 april 1952 aan Stalin, Georgi Malenkov en Beria. Hij suggereerde dat aan allen behalve Stern strafuitvoering zou plaatsvinden. Malenkov voerde de algemene monitoring uit van deze antisemitische campagne.
Deze slepende zaak, mede opgezet voor propaganda-doeleinden, bleek lastig rond te krijgen voor een proces. De rechtszaak begon op 8 mei 1952 en duurde tot de veroordeling op 18 juli. De structuur ervan was bijzonder omdat er geen aanklagers of verdedigers waren, alleen drie militaire rechters. Dit was in overeenstemming met de Sovjetwetten uit die tijd, maar wordt tegenwoordig door historici gekarakteriseerd als "niets minder dan terreur, gemaskeerd als wet."
Lozovski, Markisj en Bregman trokken aan het begin van het proces hun eerdere bekentenis in, Fefer en Teumin bekenden volledig, de rest gedeeltelijk. Sjimeliovitsj had nooit bekend. De zittingen waren niet publiek toegankelijk, de verdachten legden uitdrukkelijke en lange verklaringen af om hun onschuld aan te tonen. De langste verklaring, van Lozovski, duurde zes dagen. Ze hadden ook gelegenheid elkaar te ondervragen wat bijdroeg aan de gespannen sfeer. Het kwam voor dat de beklaagden vragen van de rechters kregen die geen verband met de zaak hielden maar voortkwamen uit persoonlijke nieuwsgierigheid. Ze vroegen bijvoorbeeld naar koosjer vlees en naar synagogediensten. Alles werd door stenografen vastgelegd. Onder invloed van de betogen en vastberaden verdediging van Lozovski, Sjimeliovitsj en Stern begon Fefer terug te komen op zijn verklaringen. Op een gegeven moment gaf hij in besloten zitting toe dat hij informant was geweest en bereid was zijn eerdere verklaringen en beschuldigingen aan de anderen te herroepen.

##### Onderbreking
Met de langdurige verklaringen, woordenwisselingen en inconsistenties tussen de verdachten, duurde de rechtszaak veel langer dan de regering had gewenst. Op 26 juni werden experts gevraagd te verklaren over de gevallen van landverraad, maar uiteindelijk gaven ze toe dat "hun oordeel niet compleet en niet toereikend was". Het werd duidelijk dat een deel van het bewijs erg werd overdreven. Een verklaring door Leon Talmy bijvoorbeeld, dat een bepaald Russisch dorp "niet zo mooi was" als een Koreaans dorp werd gebruikt als bewijs voor zijn Joods-nationalistische neigingen. Alexander Tsjeptsov, de leidende rechter, die werd geconfronteerd met zoveel discrepantie en tegenspraak, legde het proces een week stil en deed een poging bij de Sovjetleiders, het onderzoek te heropenen. Behalve de bekentenissen was er geen bewijs. Hij vond geen gehoor en werd doorverwezen naar Georgi Malenkov, vertrouweling van Stalin. Bij dat gesprek waren Ignatjev en vice-minister van Staatsveiligheid Michaïl Rjoemin aanwezig. Malenkov bepaalde dat het proces moest worden voortgezet: "Met deze zaak was het Politbureau drie keer bezig, volg de beslissing van het PB". Ook Rjoemin verklaarde erop te hebben aangedrongen dat werd veroordeeld op basis van het beschikbare materiaal. Tsjeptsov vatte de instructie van Malenkov op als de wil van Stalin. Zelfs na de veroordeling trachtte Tsjeptsov de zaak te rekken door directe executie van de veroordeelden tegen te gaan.

## Veroordeling
De veroordeling stelde dat de aangeklaagden de hoogste strafmaatregel zouden ontvangen: executie met verbeurdverklaring van al hun bezittingen. De rechtbank ontnam hen ook alle medailles en diende petities in om hen de militaire onderscheidingen te ontnemen, zoals de Leninorde en de Orde van de Rode Vlag van de Arbeid. Op 12 augustus 1952 werden 13 van de veroordeelden (behalve Lina Stern en Solomon Bregman) geëxecuteerd in de kelder van de Loebjanka gevangenis. De rechtszaak en de uitkomst ervan werden stilgehouden, er kwam geen enkele melding in de Sovjetkranten. Familieleden werden beschuldigd "familie te zijn van verraders van het vaderland" en in december 1952 verbannen. Ze vernamen niets over het lot van hun naasten tot november 1955 toen de zaak werd heropend.
Het aantal terechtgestelden was daarom lange tijd onduidelijk, ook omdat in die tijd het totaal aantal vermisten groter was. In The night of the murdered poets (1973) werd nog een aantal van 24 genoemd. Het exacte aantal bleek pas in 1994 toen transcripties in het Russisch verschenen van de stenografenverslagen. In 2001 verschenen ze in het Engels.

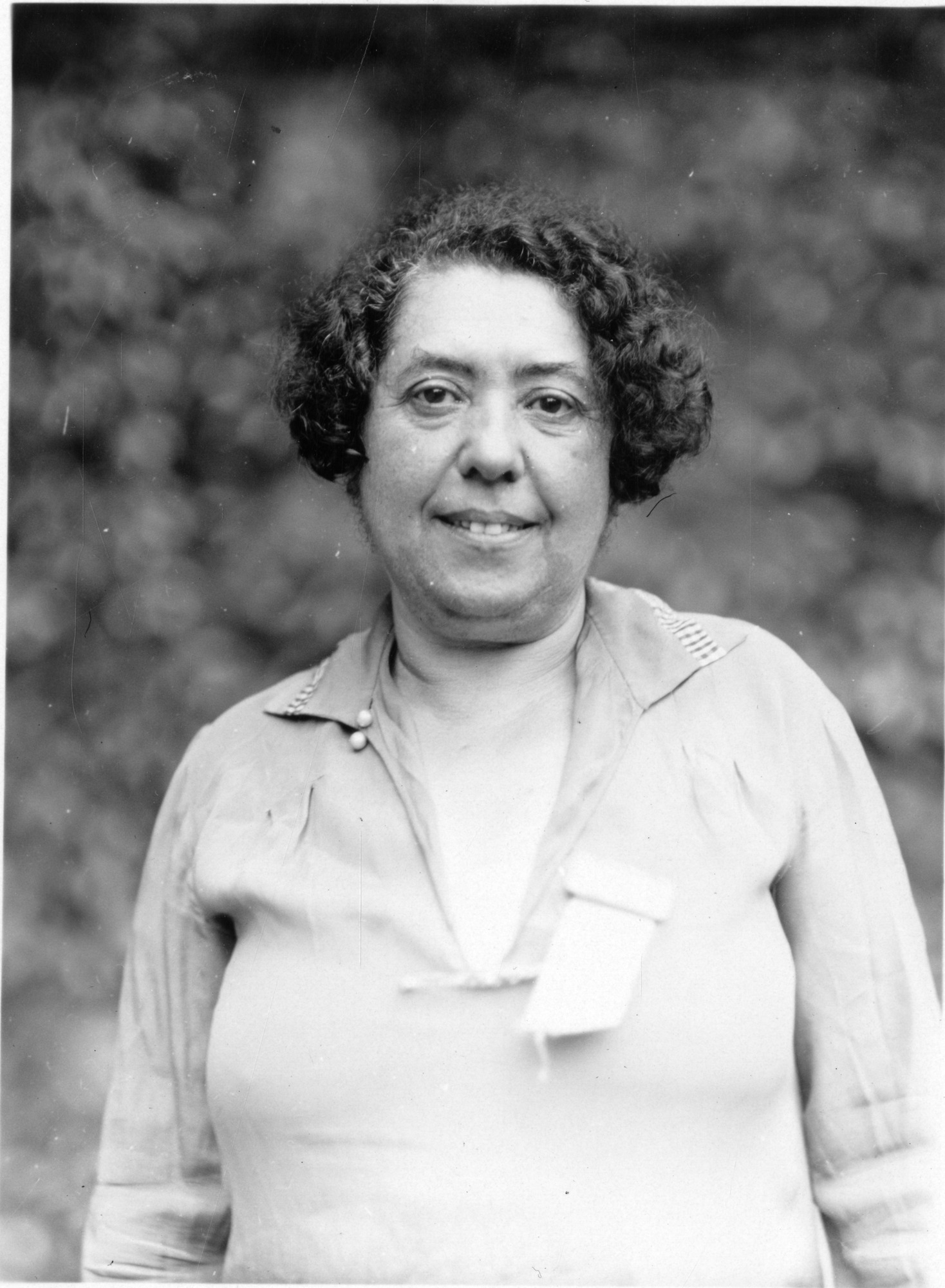
Lina Stern

Lina Stern werd veroordeeld tot 3,5 jaar heropvoedingskamp en vijf jaar verbanning; na de dood van Stalin kon ze naar huis terugkeren en haar werk voortzetten. Tijdens het proces was ze vastbesloten niet minder schuldig dan de anderen te zijn. Omdat ze van belang voor de Staat werd geacht wegens haar research kreeg ze een lagere straf dan de anderen. De tijd die ze tot de uitspraak in de gevangenis had doorgebracht werd afgetrokken van het werkkamp zodat ze direct na de uitspraak werd verbannen naar Jambul, Kazachstan. Ze sprak na haar vrijlating nooit over het proces.
Solomon Bregman stortte in tijdens de gevangenschap en kwam op de ziekenzaal. Hij bleef bewusteloos tot zijn dood op 23 januari 1953.

## Reacties en resultaten
Stalin zette de onderdrukking van Joden voort met het dokterscomplot, dat in de publiciteit begon te komen juist toen zijn gezondheid achteruit ging. Weken na zijn dood (5 maart 1953) herriepen de nieuwe leiders het dokterscomplot, wat leidde tot vragen over de vergelijkbare situatie met de JAC-verdachten. Na de ontdekking dat veel van de afgelegde verklaringen tijdens de rechtszaak het gevolg was van mishandeling en dwang, werd het verloop opnieuw bekeken. Op 22 november 1955 besloot het Militair College van het Hooggerechtshof van de USSR dat er geen grond was voor de aanklachten en vernietigde het vonnis uit 1952 omdat de activiteiten van de veroordeelden geen misdrijf vormden. De weduwen van de "verdwenen" schrijvers werden uitgenodigd bij het Hooggerechtshof. Ze kregen te horen dat hun partners waren gerehabiliteerd en dat ze in augustus 1952 waren doodgeschoten door vijanden van het volk. In oktober 1955, kort voor de rehabilitatie, werd nog door Sovjet-vertegenwoordigers tijdens een vergadering van de Verenigde Naties het gerucht van de verdwijningen ontkend. Markish zou kort geleden nog gezien zijn in de kantoren van de Pravda. De rehabilitatie werd niet publiek bekendgemaakt wat eraan bijdroeg dat de zaak relatief onbekend bleef.
In 1988 werd besloten de rehabilitatie alsnog openbaar te maken.
Veel overlevende leden van het JAC emigreerden in de jaren na 1970 naar Israël. Een aandenken aan de slachtoffers werd in 1977 in Jeruzalem onthuld op de 25e verjaardag van de Nacht van de vermoorde dichters. Tot in de jaren 70 bleef deze zaak echter veel onbekender dan het dokterscomplot.

##### Andere zaken
De zaak van de vermoorde dichters past in het beeld uit de jaren 1948 - 1952. Een aantal andere Joden, ook uit de partij en de regering, allen deel uitmakend van de bovenlaag van de maatschappij, werd beschuldigd van spionage en anti-sovjet nationalistische activiteiten. Van de 110 personen die in andere zaken werden gearresteerd, werden er
- 10 ter dood veroordeeld
- 20 tot werkkamp gedurende 25 jaar veroordeeld
- 69 tot werkkamp veroordeeld, variërend van 2 tot 20 jaar
- 1 tot 10 jaar verbanning veroordeeld
- 5 stierven tijdens het onderzoek
- 5 werden niet veroordeeld

Ook dezen zijn later gerehabiliteerd.

##### Andere betrokkenen
- Georgi M. Malenkov (1902-1988), was na Stalin de 2e persoon in Partij en Staat. Was na de dood van Stalin twee jaar premier, als onderdeel van het toen ingestelde collectief leiderschap. Werd vervolgens weggepromoveerd.
- Semjon D. Ignatjev (1904-1983), Minister van Staatsveiligheid (augustus 1951-maart 1953)
- Michaïl D. Rjoemin (1913-1954), viceminister van Staatsveiligheid (oktober 1951-november 1952). Werd op 7 juli 1954 veroordeeld door het Militair College van de Hoge Raad en op 22 juli 1954 terechtgesteld.
- Alexander Tsjepkov (1902-1980), ging in 1957 met pensioen.